# Nephrotoma sullingtonensis
Nephrotoma sullingtonensis är en tvåvingeart som beskrevs av Edwards 1938. Nephrotoma sullingtonensis ingår i släktet Nephrotoma och familjen storharkrankar. Inga underarter finns listade i Catalogue of Life.